# القصر (أسيوط)
قرية القصر هي إحدى القرى التابعة لمركز الفتح في محافظة أسيوط في جمهورية مصر العربية. حسب إحصاءات سنة 2006، بلغ إجمالي السكان في القصر 5054 نسمة، منهم 2638 رجل و2416 امرأة.